# سسكا بامير دوشنبه
سسكا بامير دوشنبه هو نادي كرة قدم طاجكي من مدينة دوشنبه يلعب في الدوري الطاجيكي،تأسس النادي في 1950.